# 갑산장진고원
갑산장진고원(甲山長津高原)은 갑산·삼수·풍산·장진과 신흥 등 5군을 포함한 지역이며,  함경남도의 절반을 차지하며, 평균 고도는 1,000m 이상이다. 지질은 동부에 현무암 지층을 제외하면 대체로 화강편마암으로 구성되어 있다. 또, 고원상은 기복이 적고 경사가 극히 완만한 만장년기 산지이다. 제3기 중신세 이후 허천강·장진강·부전강의 개석(開析)에 의하여 남북방향의 두운봉산맥과 연화산맥 및 넓은 하곡이 생성되었다. 그리고, 고원면은 경사가 완만한 구릉지대이며 삼림이 덮여 있어 화전 경작지대를 이루고 있다. 기온은 몹시 낮아 연평균 2.5 , 12~3월까지는 평균 기온은 -17°C, 최저극은 -41°C, 8월 기온은 18~20°C로서 한국 최저온지대를 이루며, 강수량 600mm 내외이다.